# Chính sách thị thực của Comoros
Tất cả du khách tới Comoros đều phải có thị thực. Công dân của bất cứ quốc gia nào đều có thể xin thị thực tại cửa khẩu.

Người ở hữu hộ chiếu ngoại giao hoặc công vụ của Trung Quốc không cần thị thực 30 ngày.
Theo trang web chính phủ, phí thị thực là:
- 4,11 euro để ở tối đa 45 ngày
- 8,23 euro để ở tối đa 90 ngày
- Miễn phí với người quá cảnh tối đa 24 giờ

Tuy Nhiên, IATA thống kê phí thị thực là US$50 hoặc €30.
Tất cả du khách phải có hộ chiếu có hiệu lực ít nhất 6 tháng.